# 科林德135
科林德135（Collinder 135），也稱為船尾座π星團（Pi Puppis Cluster），是一個位於船尾座的疏散星團。
科林德135由六顆亮度超過6等的恆星和大量較暗的恆星組成，位於南天球一個星域豐富的區域。科林德135的主要成分是恆星弧矢九，該星團因此而得名；弧矢九是一顆橙超巨星，視星等為2.71等。其中兩顆五等星均為變星：船尾座NV是一顆仙后座γ變星，而船尾座NW是一顆仙王座β型變星。

## 外部連結
- 维基共享资源上的相關多媒體資源：科林德135
- Observing Cr 135